# LT1
LT1 ist ein österreichischer privater TV-Sender mit Sitz in Linz.

## Geschichte
1996 wurde die Ausstrahlung von Privatfernsehen in Österreich via Kabel rechtlich möglich. Wolf Dieter Holzhey gewann den Wettbewerb um die Lizenz im Raum Wels und Wels-Land. Der im Juli 1996 gegründete Privatsender WT1 war der erste regionale TV-Sender Österreichs.
Holzhey erwarb im Jahr 2000 100 % der Anteile der Privatfernsehen GmbH, die den Sender TV3 betrieben hatte, dem bis dahin einzigen Linzer Lokalsender. 2001 wurde TV3 auf LT1 umbenannt und von einem wöchentlich aktualisierten Programm auf ein tägliches aktuelles Programm umgestellt. Etwa 125.000 Haushalte mit rund 335.000 Sehern können das Programm via Kabel empfangen. LT1 ist Partnersender des im Jahre 1996 gegründeten regionalen Welser Privatsenders WT1 und gestaltet mit diesem gemeinsam das Programm.
Im April 2003 erfolgte die Aufnahme der terrestrischen Ausstrahlung. Damit konnten rund 550.000 Menschen im östlichen Oberösterreich und im westlichen Niederösterreich LT1 sowohl über Kabel, als auch via Hausantenne empfangen. Mit Übernahme von 70 % der Anteile an der MV Fernsehen und Medien GmbH (Regionales Fernsehen Mühlviertel MT1 / FT1 / RT1) können seit 2004 auch die Bezirke Freistadt, Rohrbach, Urfahr-Umgebung und Perg das Programm der Sendergruppe empfangen.
Im Jahr 2005 wurde die MV Fernsehen und Medien GmbH vollständig übernommen.
LT1 wurde ab dem 27. Juni 2007 digital terrestrisch (DVB-T), offiziell als Testbetrieb, vom Sender Lichtenberg auf Kanal 41 gesendet. Am 30. März 2010 erfolgte eine Umstellung auf Kanal 51.
Der Moderator Dietmar Maier ist seit Oktober 2007 Programmchef und seit 2009 zweiter Geschäftsführer von LT1.

## Technische Reichweite und Programm
LT1 bietet ein tagesaktuelles Programm, das 30 Minuten dauert und alle 30 Minuten wiederholt wird. Die Aktualisierung ist jeden Tag um 18:00 Uhr.
LT1 sehen täglich 143.000 Personen (IMAS Studie, 1. Quartal 2013). Im Oktober 2017 hatte der Sender eine Reichweite von 102.000 Sehern täglich. Die technische Reichweite beträgt ca. 1,4 Mio. Seher. Empfang via Satellit, Kabel, DVB-T, A1 TV und Internet. Gesendet wird vom Sender Linz 1 (Sender Lichtenberg) auf K44. Damit ist LT1 bis in etwa 50–80 km Entfernung in süd- bis östlicher Richtung vom Sender zu empfangen.

## Formate
- OÖ Aktuell
- OÖ Fußball
- OÖ Life
- OÖ Kocht

## Serien
- LT1 Fensterln
- Andress OÖ
- Aquamarin
- Black Wings Inside
- Endlich Normal
- Menschen und Marken

## Moderatoren
- Silvia Schneider
- Sandrine Wauthy
- Dietmar Maier
- Wolfgang Irrer
- Patricia Kaiser
- Isabella Köck
- Theresa Breiteneder

## Empfang
Über Satellit (DVB-S) HD-fähig ist der Sender über folgende Frequenz empfangbar:
- ASTRA 19,2°
- Transponder 115
- Downlink-Frequenz 12,66275 GHz
- Symbolrate (MS/s): 22000
- Fehlerschutz (FEC): 5/6
- Polarisation: Horizontal